# 문현고등학교 (서울)
문현고등학교(文賢高等學校)는 대한민국 서울특별시 송파구 장지동에 있는 공립 고등학교이다.

## 학교 연혁
- 2010년 1월 17일 : 설립인가(30학급)
- 2010년 2월 12일 : 신입생 10학급 배정
- 2010년 3월 1일 : 초대 김용숙 교장 취임
- 2010년 3월 2일 : 제1회 입학식 305명 (남자 165명, 여자 140명)
- 2013년 2월 7일 : 제1회 졸업식 287명 (남자 152명, 여자 135명)
- 2019년 9월 1일 : 제4대 나징기 교장 취임
- 2022년 2월 8일 : 제10회 졸업식 232명(남자 110명, 여자 122명)
- 2022년 3월 2일 : 제13회 입학식 195명(남자 98명, 여자 103명)

## 참고 자료
- 문현고등학교 - 한국교육학술정보원 학교알리미